# Jules de Trooz
Jules Henri Ghislain Marie, Barón de Trooz, político belga, décimo octavo primer ministro de su país.
Estudió filosofía antes de meterse a político. Llegó a la Cámara de Representantes de Bélgica en 1899, sirviendo de ministro de educación y del interior, este último puesto lo mantuvo cuando llegó a ser primer ministro. Tras Barthélémy de Theux de Meylandt fue el segundo primer ministro belga fallecido en el cargo.